# Reprezentacja Uzbekistanu w rugby union mężczyzn
Reprezentacja Uzbekistanu w rugby union mężczyzn – zespół rugby union, biorący udział w imieniu Uzbekistanu w meczach i sportowych imprezach międzynarodowych, powoływany przez selekcjonera, w którym mogą występować wyłącznie zawodnicy posiadający obywatelstwo tego kraju, mieszkający w nim, bądź kwalifikujący się ze względu na pochodzenie rodziców lub dziadków. Za jego funkcjonowanie odpowiedzialny jest Uzbecki Związek Rugby, członek Asia Rugby oraz członek stowarzyszony World Rugby.
Swój debiut na arenie międzynarodowej zaliczyła w przegranym meczu z Iranem 8 października 2008 roku.
Wzięła udział w pierwszych dwóch turniejach regionalnych Asian Five Nations w 2008 i 2009, a od roku 2010 uczestniczyła w turniejach IV dywizji, zajmując drugie i dwukrotnie czwarte miejsce.

## Turnieje

### Udział wAsian Five Nations/Asian Rugby Championship
| Rok  | Klasa rozgrywek     | Wynik | Źródło |
| ---- | ------------------- | ----- | ------ |
| 2008 | Turniej regionalny  | 2.    |        |
| 2009 | Turniej regionalny  | 1.    |        |
| 2010 | Dywizja IV          | 2.    |        |
| 2011 | Dywizja IV          | 4.    |        |
| 2012 | Dywizja IV          | 4.    |        |
| 2013 | Dywizja IV          | 3.    |        |
| 2014 | Dywizja III Zachód  | 2.    |        |
| 2015 | Dywizja III Centrum | 1.    |        |
| 2016 | Dywizja II          | 4.    |        |

### Udział wPucharze Świata
| Rok  | Kwalifikacje                         | Wynik |
| ---- | ------------------------------------ | ----- |
| 1987 | Nie brała udziału, była częścią ZSRR | -     |
| 1991 | Nie brała udziału                    | -     |
| 1995 | Nie brała udziału                    | -     |
| 1999 | Nie brała udziału                    | -     |
| 2003 | Nie brała udziału                    | -     |
| 2007 | Nie brała udziału                    | -     |
| 2011 | Nie brała udziału                    | -     |
| 2015 | Nie brała udziału                    | -     |
| 2019 | Nie zakwalifikowała się              | -     |